# Jean Cristofol
Pour les articles homonymes, voir Cristofol.
Jean Cristofol, né le 24 mars 1901 à Aja-Vilallobent (Cerdagne, Espagne) et mort le 21 novembre 1957 à Villejuif, est un homme politique français, douanier de profession. Il est président du conseil municipal puis maire de Marseille en 1946-1947 — seul maire communiste de Marseille — et député des Bouches-du-Rhône de 1936 à 1940 et de 1945 à 1957.

## Biographie
Jean Joseph Antoine Cristofol est issu d'une famille française de petits cultivateurs. Dès l'âge de quatorze ans, il doit aider sa mère devenue veuve aux travaux des champs. La guerre venue, il s'engage alors qu'il n'a que dix-sept ans.
Entré en 1923 dans l'administration des douanes, il commence à militer au Syndicat national des agents des douanes CGT. Membre de la Ligue des droits de l'Homme en 1931, il adhère au Parti communiste en 1933.
Il est député communiste des Bouches-du-Rhône de 1936 à 1940 après avoir battu un sortant SFIO, Toussaint Ambrosini. Étant devenu membre du groupe ouvrier et paysan français nouvellement constitué, il est arrêté le 8 octobre 1939, déchu de son mandat et condamné le 3 avril 1940 par le 3e tribunal militaire de Paris à cinq ans de prison, 4 000 francs d'amende et cinq ans de privation de ses droits civiques pour infraction au décret portant dissolution du Parti communiste. En 1941, il est incarcéré à la prison d'Alger. Libéré le 5 février 1943, trois mois après le débarquement anglo-américain en Afrique du Nord, il participe à la refonte du Parti communiste algérien et au journal Liberté. Le 15 août 1944, en compagnie de De Lattre de Tassigny, il débarque à Saint-Tropez. De retour à Marseille, il prend la tête du Comité régional de Libération et des journaux Rouge Midi, puis La Marseillaise.
Nommé conseiller municipal de Marseille en août 1944, il est élu à cette fonction lors des municipales de 1945. Le 4 août 1945, il épouse la résistante Jacqueline Delayance, avec laquelle il aura trois enfants. En octobre de cette même année, à la suite de la démission de Gaston Defferre, il prend la présidence du conseil municipal. Après la suppression du régime spécial de Marseille, de nouvelles élections municipales se déroulent le 24 décembre 1946 à l'issue desquelles Jean Cristofol est élu maire de la ville, fonction qu'il occupe jusqu'aux élections d'octobre 1947. Il siège ensuite jusqu'à sa mort dans l'opposition municipale communiste, sous les municipalités de Michel Carlini puis de Gaston Defferre.
De 1946 à 1957, Jean Cristofol est de nouveau député des Bouches-du-Rhône, membre de la Commission du règlement et du suffrage universel et de celle de l'intérieur puis participant aux travaux de la Commission des finances. Il est à l'origine de la loi du 20 février 1946 supprimant le régime administratif spécial de Marseille et mettant ainsi fin à la tutelle administrative exercée sur la ville.
Atteint d'un cancer du poumon, il décède le 21 novembre 1957 à Villejuif.

## Hommage
Une rue porte le nom de Jean Cristofol dans le quartier de la Belle de Mai, dans le 3e arrondissement de Marseille.